# Forsthaus Derenborn
Das Forsthaus Derenborn, auch „Spitzenförsterei“ oder kurz „Spitze“ genannt, war ein Forstdienstgehöft, welches 1814 erbaut wurde. Neben dem Wohnhaus gehörten noch ein Stallgebäude, ein Backhaus, ein Brunnen, ein Teich, ein Garten sowie Acker- und Wiesenflächen dazu.

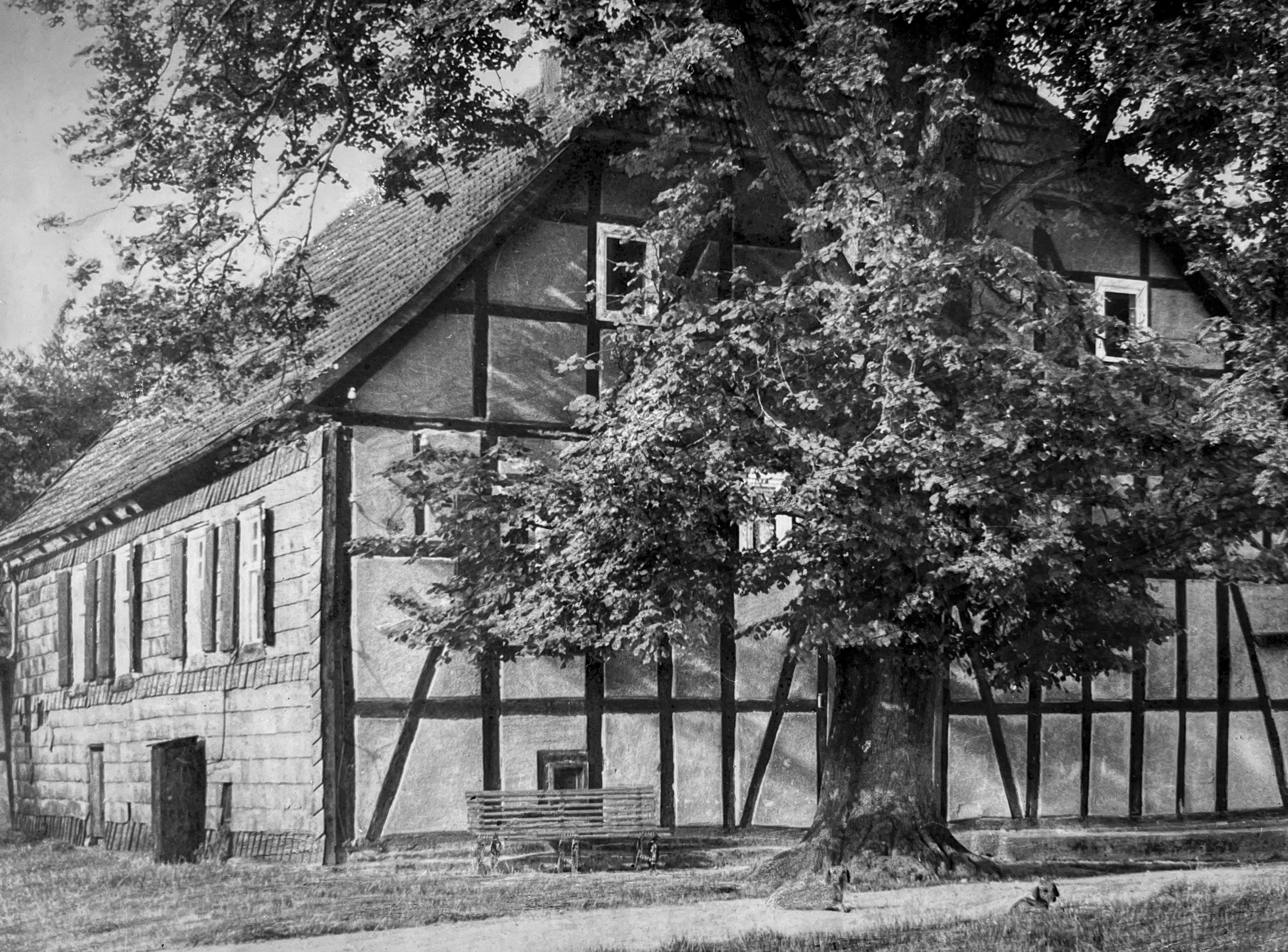
Forsthaus Derenborn mit dem markanten Lindenbaum um 1960

## Geografische Lage
Das Forsthaus Derenborn lag rund zwei Kilometer Luftlinie südwestlich von Bosseborn im Kreis Höxter auf etwa 350 m ü. NHN im Staatsforst Derenborn.

## Geschichte

### Die Güter im Besitz des Klosters Brenkhausen 1295–1803
Die Güter Derbornen werden erstmals 1295  erwähnt. Das Kloster Brenkhausen wurde neuer Besitzer. Die genaue Lage des Ortes ist nicht bekannt aber wahrscheinlich lag die Siedlung in unmittelbarer Nähe der späteren Försterei an einer Quelle.
Das Kloster verpachtete die Dorfschaft Derenborn mitsamt den Ländereien wiederholt an die Stadt Brakel. Es kam aber immer wieder zu Streitigkeiten zwischen den beiden Parteien bis hin zu Gerichtsprozessen.

Im Jahr 1707 wurden die langjährigen Streitigkeiten zwischen dem Kloster Brenkhausen und der Stadt Brakel beigelegt. Es sollte u. a. ein gemeinsamer Förster zur Verwaltung und Überwachung eingesetzt werden.

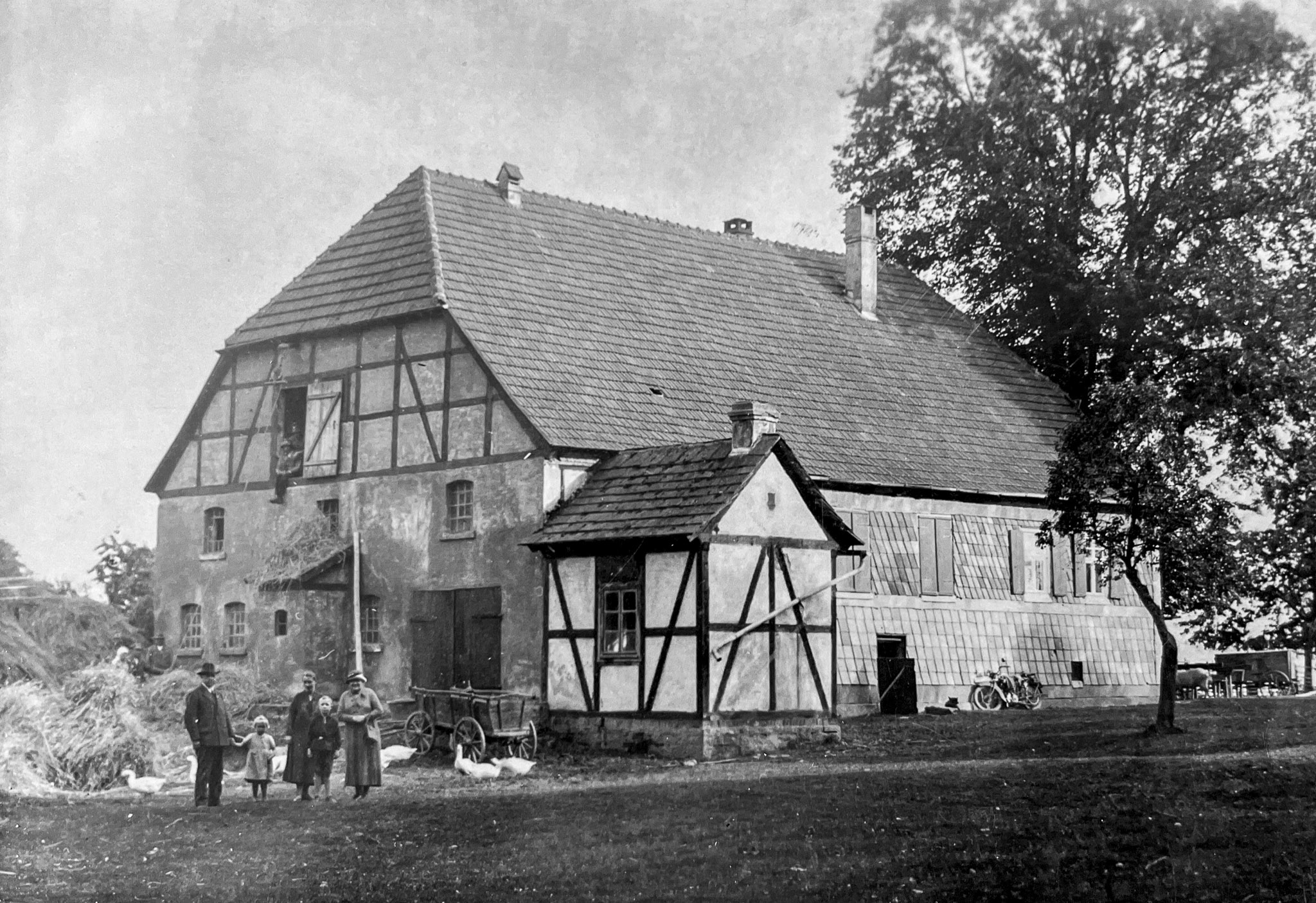
Forsthaus Derenborn, Oktober 1935

 Das Kloster beschloss außerdem den Bau eines Meierhofes. Einige Jahre später wurde der Hof dann als Ganzes wiederholt an verschiedene Pächter zur Bewirtschaftung vergeben.

### Die Zeit nach der Säkularisierung 1803
Das Kloster wurde 1803 säkularisiert und Derenborn gehörte zu den fürstlichen Domänen des Prinzen von Nassau-Oranien, später dann zum Königreich Westphalen.
Laut einem Gutachten für die Erstellung eines neuen Pachtangebots im Jahre 1806 bestand die „Oeconomie Derenborn“ aus folgenden Gebäuden und Ländereien:
Ein Wohnhaus mit zwei Kuhställen (mit jeweils Platz für 16 bis 18 Kühe), eine Milchküche, ein Pferdestall für 6 bis 8 Pferde, sowie zwei Lager-Boden.
Des Weiteren gehörte zum Gehöft ein Schweinestall, eine strohgedeckte Scheune, eine (abgebrannte) Brennerei, welche als Schafstall genutzt wurde, sowie vier Ackerfelder, Wiesen, Weiden, Obstgarten, Küchengarten sowie eine kleine Waldfläche.
Alle Gebäude waren um diese Zeit in einem sehr schlechten Zustand. Die Hofstelle hatte damals das verbriefte Recht, Bier zu brauen und Branntwein herzustellen.

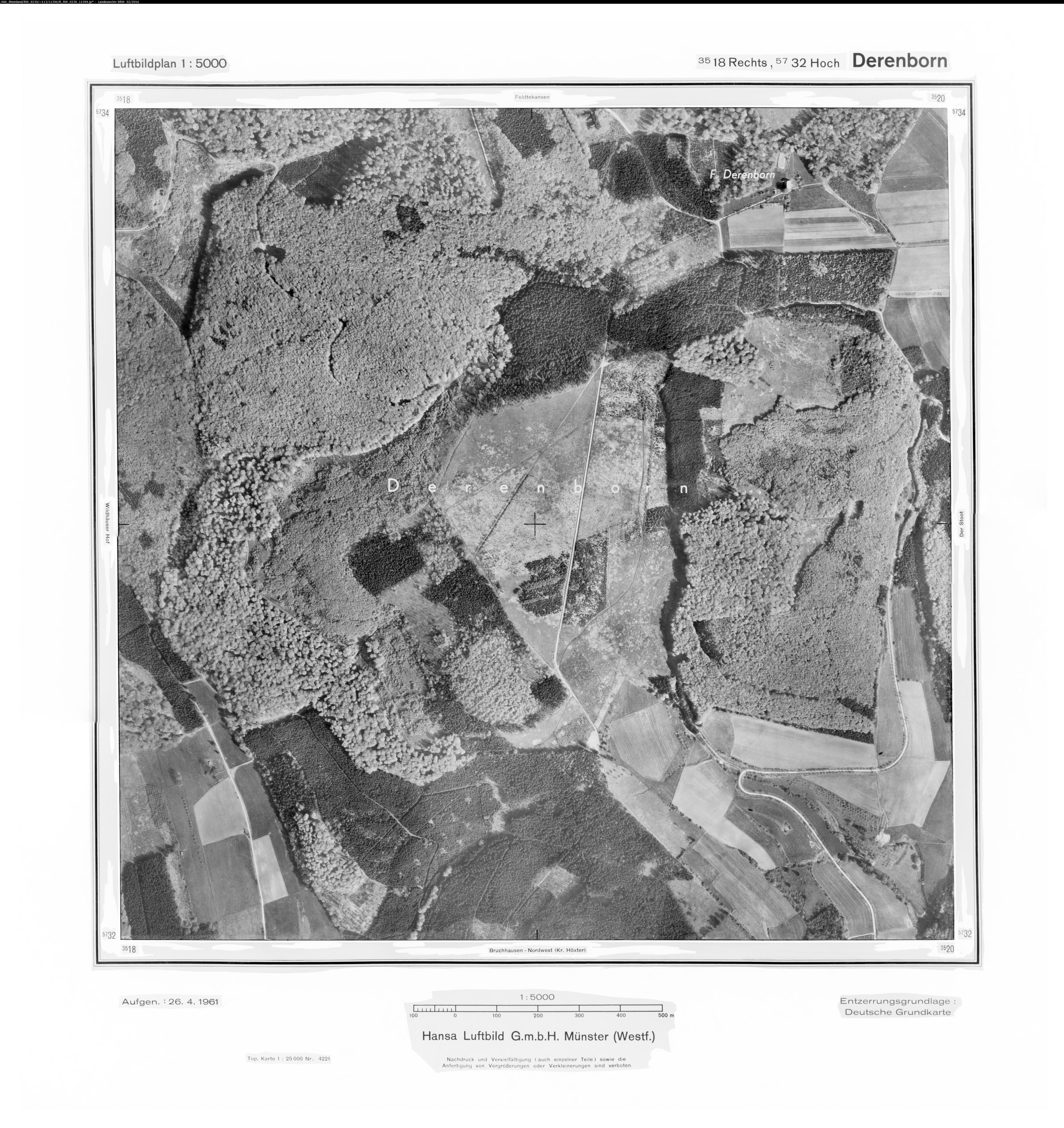
Forsthaus Derenborn und umgebende Ländereien, April 1961 (Quadrant 1)

Das Wohnhaus mit Stallungen brannte in der Nacht vom 28. April 1814 bis auf die Grundmauern nieder. Es gab die Vermutung einer absichtlichen Brandstiftung. Die Brandursache konnte aber nicht abschließend geklärt werden.
Man beschloss, ein bislang als Schafstall genutztes neueres Gebäude in ein Wohnhaus mit Stallungen umzubauen, um einen kostspieligen Neubau zu vermeiden.
Im weiteren Verlauf legte man 1815 fest, dass die Verpachtung der Hofstelle beendet und die landwirtschaftlichen Flächen aufgeforstet werden sollten. Das umgebaute Gebäude wurde fortan als Forsthaus genutzt und die Position ab dann kontinuierlich mit einem hauptamtlichen Förster besetzt.
Derenborn wurde der Oberförsterei Höxter zugeordnet. Eine erste Erwähnung des Forsthauses Derenborn erfolgte 1821 in der statistisch-topographischen Übersicht des Regierungsbezirks Minden.
Auf Anordnung der Regierung in Berlin wurde im Jahre 1837 der Versuch gestartet, eine Blutegel-Zucht im Teich hinter dem Forsthaus aufzubauen.
Die Blutegel-Zucht brachte jedoch im Laufe der Jahre nicht den gewünschten wirtschaftlichen Erfolg und im Jahr 1851 wurde der Zuchtversuch wegen zu hoher Kosten wieder aufgegeben.
Im Jahre 1897 wurde Paul Martin Götz, der Vater des späteren Forstaufsehers Peter Götz „königlicher Hegemeister“ auf Derenborn.
Bis 1918 trug das Forsthaus außerdem die Bezeichnung „Königliche Försterei“.

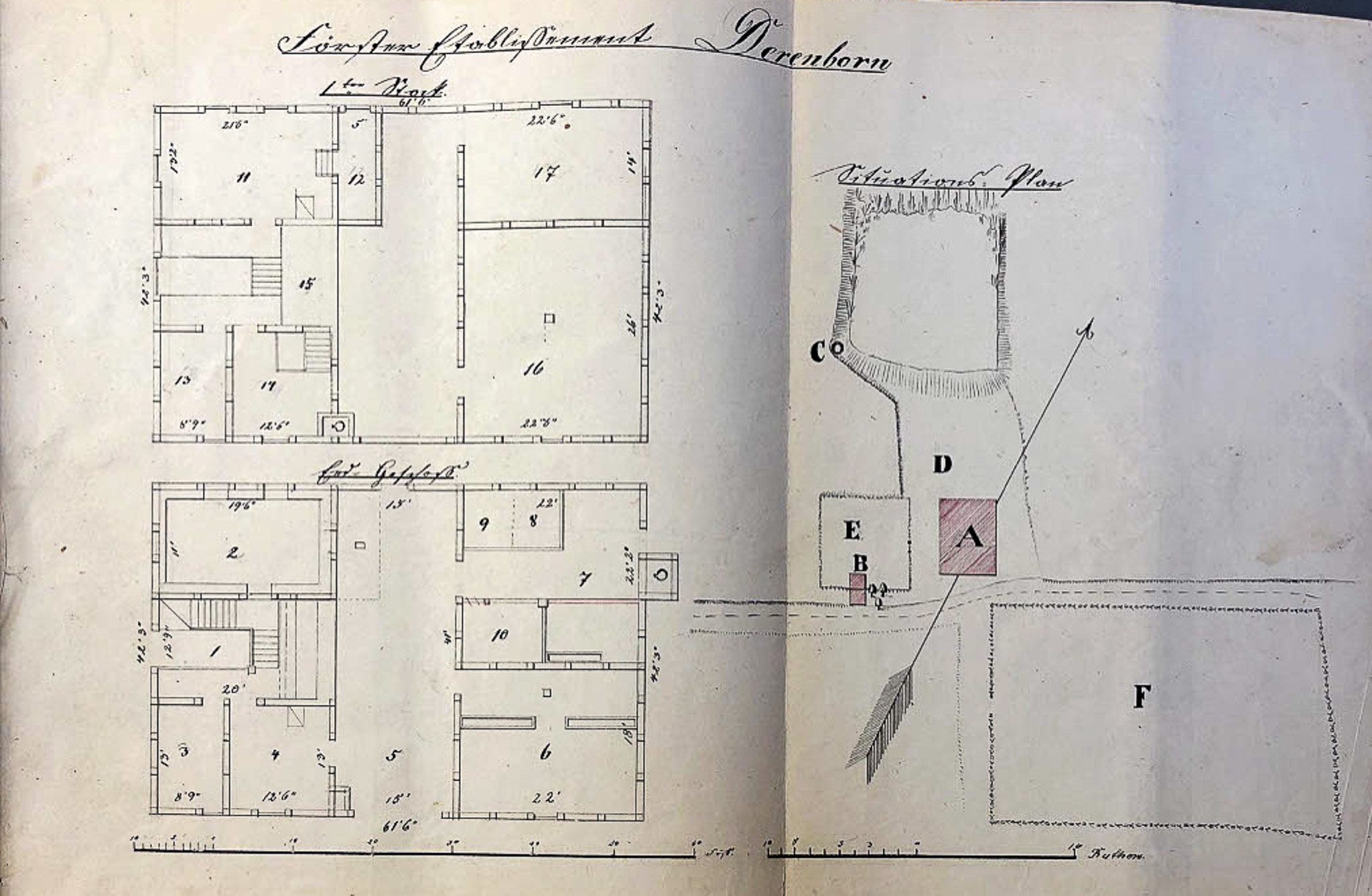
Förstergehöft Derenborn, Grundriss und Lageplan, um 1855

### Die Zeit nach dem 1. Weltkrieg und der Abriss des Gebäudes
Ab 1930 lebte Forstaufseher Peter Götz,  1897 geboren auf Derenborn und Förster in 5. Generation, mit seiner Familie auf dem Forstdienstgehöft.
Die Hofkarte von 1948 listet folgendes auf:

Karte vom Forstbegang Derenborn, Oberförsterei Neuenheerse, 1833/1853

6,5 ha Acker-, Wiesen- und Gartenfläche, ein Pferd, zwei Kühe zur Milchgewinnung und Arbeit, ein Kalb, vier Schweine, acht Hühner, zwei Gänse, ein Schaf, ein Bienenvolk sowie 32 Obstbäume.
Die Wasserversorgung des Hofes erfolgte durch einen Brunnen mit Handpumpenbetrieb. Es gab seinerzeit keinen elektrischen Strom, aber einen Telefonanschluss.
Das Haus und die Nebengebäude wurden im Dezember 1963 abgerissen, nachdem Peter Götz nach 32 Dienstjahren 1962 in den Ruhestand trat und es keine weitere Verwendung mehr für das Dienstgehöft gab, da die Forstbetriebsgröße mit ca. 170 ha zu klein war.